# شرشي
شرشي أو الفتات وجبة ليبيّة تقليديّة، من أصول أمازيغيّة، يشتهر بها جبل نفوسة (الجبل الغربي من ليبيا) وتتكوّن من الخبز والمرق بشكل أساسي. وتختلف طريقة تحضيره من منطقة إلى أخرى.

## المكوّنات الأساسية

### الخبز
يُحضّر في التنور على هيأة شرائح رقيقة، ويُقطّع قِطَعا صغيرة، ثمّ يسكب عليها المرق.

### المرق
يتكون من عدة مكونات منها: اللحم، البصل، الطماطم، الفلفل الأخضر الحار، والحمص، بالإضافة للبهارات التي تمنحه نكهة مميزة.